# 让-多米尼克·卡西尼
让-多米尼克，卡西尼伯爵（法語：Jean-Dominique, comte de Cassini）是一位法国天文学家，塞萨尔-弗朗索瓦·卡西尼·德·蒂里之子。
1748年6月30日，卡西尼出生在巴黎天文台，1784年接替他的父亲担任了天文台台长。1793年他的修复和重整天文台计划惨遭敌意的国民议会否决。他的处境变得十分窘迫，9月6日他辞去了台长一职，1794年被关进了监狱，7个月之后被释放。 然后，他返回了蒂里苏克莱蒙，并于1845年10月18日在那里去世。
1770年，他发表了1768年美洲之行游记，其主要目的是作为法国科学院专员在海上测试皮埃尔·勒鲁瓦（Pierre Le Roy）的时钟。1783年，他致信皇家学会，建议在巴黎天文台和格林尼治天文台之间进行三角测量，以便更精确地确定后者的经纬度。这一提议后被接受，英法二国在1784年-1790年间开展了联合勘查，并1791年公布了勘查结果。他还曾与阿德里安-马里·勒让德和皮埃尔·梅尚因工作目的到访过英国，三人在斯劳会见了威廉·赫歇尔。
他完成了他父亲的法国地图绘制，1793年由科学院发表，并作为国家地图悬挂于各政府部门。1788年，他入选为美国文理科学院外籍名誉院士。
1774年，卡西尼向科学院提交了《巴黎天文台工作经历回忆录》（Mémoires pour servir à l’histoire de l’observatoire de Paris），充分反映了他的各方面具体工作。书中收录了几位院士的传记，还有他曾祖父乔瓦尼·多梅尼科·卡西尼的自传。
他最小的儿子亨利·卡西尼是一位著名的植物学家。

## 备注
1. 1 2 3 4   此句或之前多句包含来自公有领域出版物的文本: Chisholm, Hugh (编). .  5 (第11版). London: Cambridge University Press: 459. 1911.
2. ↑  Maskelyne, Nevil. . Philosophical Transactions of the Royal Society of London. 1785, 75: 385–480. doi:10.1098/rstl.1785.0024. See the article on William Roy.
3. ↑   (PDF). American Academy of Arts and Sciences.   [28 July 2014]. （原始内容存档 (PDF)于2011-07-08）.

另请参阅: 巴黎天文台数字图书馆 （页面存档备份，存于）